# Grand Prix van Buenos Aires
De Grand Prix van Buenos Aires was een autorace in de Argentijnse hoofdstad Buenos Aires. De race maakte van 1936 tot 1949 deel uit van de grand-prixseizoenen en was tussen 1955 en 1957 ook een niet-kampioenschapsronde in de Formule 1.

## Winnaars van de grand prix
- Hier worden alleen de races aangegeven die plaatsvonden tijdens de grand-prixseizoenen tot 1949 en Formule 1-races vanaf 1950.

| Jaar        | Coureur              | Constructeur       | Locatie            | Verslag            |
| ----------- | -------------------- | ------------------ | ------------------ | ------------------ |
| 1957        | Juan Manuel Fangio   | Maserati           | Oscar Gálvez       | Verslag            |
| 1956        | Juan Manuel Fangio   | Lancia             | Oscar Gálvez       | Verslag            |
| 1955        | Juan Manuel Fangio   | Mercedes-Benz      | Oscar Gálvez       | Verslag            |
| 1950 - 1954 | Race niet gehouden   | Race niet gehouden | Race niet gehouden | Race niet gehouden |
| 1949        | Alberto Ascari       | Maserati           | Palermo            | Verslag            |
| 1949        | Óscar Alfredo Gálvez | Alfa Romeo         | Palermo            | Verslag            |
| 1949        | Alberto Ascari       | Ferrari            | Palermo            | Verslag            |
| 1948        | Luigi Villoresi      | Maserati           | Palermo            | Verslag            |
| 1948        | Luigi Villoresi      | Maserati           | Palermo            | Verslag            |
| 1947        | Luigi Villoresi      | Maserati           | Retiro             | Verslag            |
| 1947        | Luigi Villoresi      | Maserati           | Retiro             | Verslag            |
| 1943 - 1946 | Race niet gehouden   | Race niet gehouden | Race niet gehouden | Race niet gehouden |
| 1942        | José Canziani        | Alfa Romeo         | Costanera          | Verslag            |
| 1941        | José Canziani        | Alfa Romeo         | Costanera          | Verslag            |
| 1937 - 1940 | Race niet gehouden   | Race niet gehouden | Race niet gehouden | Race niet gehouden |
| 1936        | Carlos Arzani        | Alfa Romeo         | Costanera          | Verslag            |